# جان إيف جايسون
جان إيف جايسون (بالفرنسية: Jean-Yves Jason)‏ هو سياسي هايتي، ولد في 1969 في هايتي.